# Aeroportul Kooddoo
Aeroportul Kooddoo (IATA: GKK, ICAO: VRMO) este un aeroport din Kooddoo⁠(d), Gaafu Alif Atoll⁠(d), Maldive ce deservește zona Huvadhu Atoll⁠(d).
Situat la o altitudine de 9 m, aeroportul dispune de o singură pistă. Este operat de Maldivian⁠(d).